# Aragonija
Aragonija (špa. Aragón) je španjolska autonomna zajednica, nekadašnja je povijesna regija i kraljevina, koja zauzima središnji dio doline rijeke Ebro.  Smještena na sjeveru Španjolske, graniči s autonomnim zajednicama Kastilja-La Manchom, Kastiljom i Leónom, Katalonijom, La Riojom, Navarrom i Valencijskom Zajednicom te s Francuskom.
Aragonsko Kraljevstvo s grofovijama Barcelona (Katalonija), Kraljevstvom Valencija i Kraljevstvom Baleari činili su aragonsku Krunu. Od 1978. Aragonija je španjolska autonomna zajednica, sastavljena od provincija Huesca, Teruel i Zaragoza. Glavni grad je Zaragoza. Dana 23. travnja slavi se svetkovina San Jorge, dan Aragonije.
Od 2, kolovoza 1999., Marcelino Iglesias Ricou je predsjednik Aragonije.
U Aragoniji se uglavnom govori španjolskim, koji je i službeni jezik. U nekim sredinama govori se fabla i chapurriau ili orijentalni aragonski:
- španjolski, službeni je jezik i govori se na cijelom teritoriju Aragonije, pomiješan sa specifičnim posebnostima. Te posebnosti su ostaci aragonskog, koji se gubi nakon XV. stoljeća širenjem španjolskog.
- aragonski (također zvan fabla), govori se u manjim mjestima Huesce, a također su ostali tragovi u govoru u mjestima sjevernije od Zaragoze.
- katalonski se govori u nekim selima na istoku Aragonije.